# Rhacophorus cyanopunctatus
Rhacophorus cyanopunctatus és una espècie de granota que es troba a Indonèsia, Malàisia, Singapur, Tailàndia, Vietnam i, possiblement també, a Brunei i Myanmar.
Està amenaçada d'extinció per la pèrdua del seu hàbitat natural.